# 神圣裹尸布小堂
神圣裹尸布小堂 (義大利語：Cappella della Sacra Sindone）是一座巴洛克风格的罗马天主教小圣堂，位于意大利都灵，都灵主教座堂外，连接都灵王宫。它是由建筑师瓜里诺·瓜里尼设计，建于17世纪末（1668–94）。小堂内收藏都灵裹尸布。